# Barinque
Barinque é uma comuna francesa na região administrativa da Nova Aquitânia, no departamento dos Pirenéus Atlânticos. Estende-se por uma área de 9,04 km². Em 2010 a comuna tinha 609 habitantes (densidade: 67,4 hab./km²).